# Embreville
Embreville est une commune française située dans le département de la Somme en région Hauts-de-France.

## Géographie

### Localisation
Embreville est un village picard du Vimeu proche de la Normandie.
Limitrophe de Gamaches, la commune est située à 6 km au sud-ouest de Feuquières-en-Vimeu, 6 km au sud de Friville-Escarbotin, 9 km à l'est d'Eu et du Tréport, 23 km au sud-ouest d'Abbeville, 35 km au nord-est de Dieppe et à 56 km au nord-ouest d'Amiens à vol d'oiseau.
Le territoire de la commune est limitrophe de ceux de six communes.
Les communes limitrophes sont  Aigneville, Beauchamps, Buigny-lès-Gamaches, Dargnies, Fressenneville et Gamaches.

### Hydrographie
La commune est située dans le bassin Seine-Normandie. Elle n'est drainée par aucun cours d'eau,.

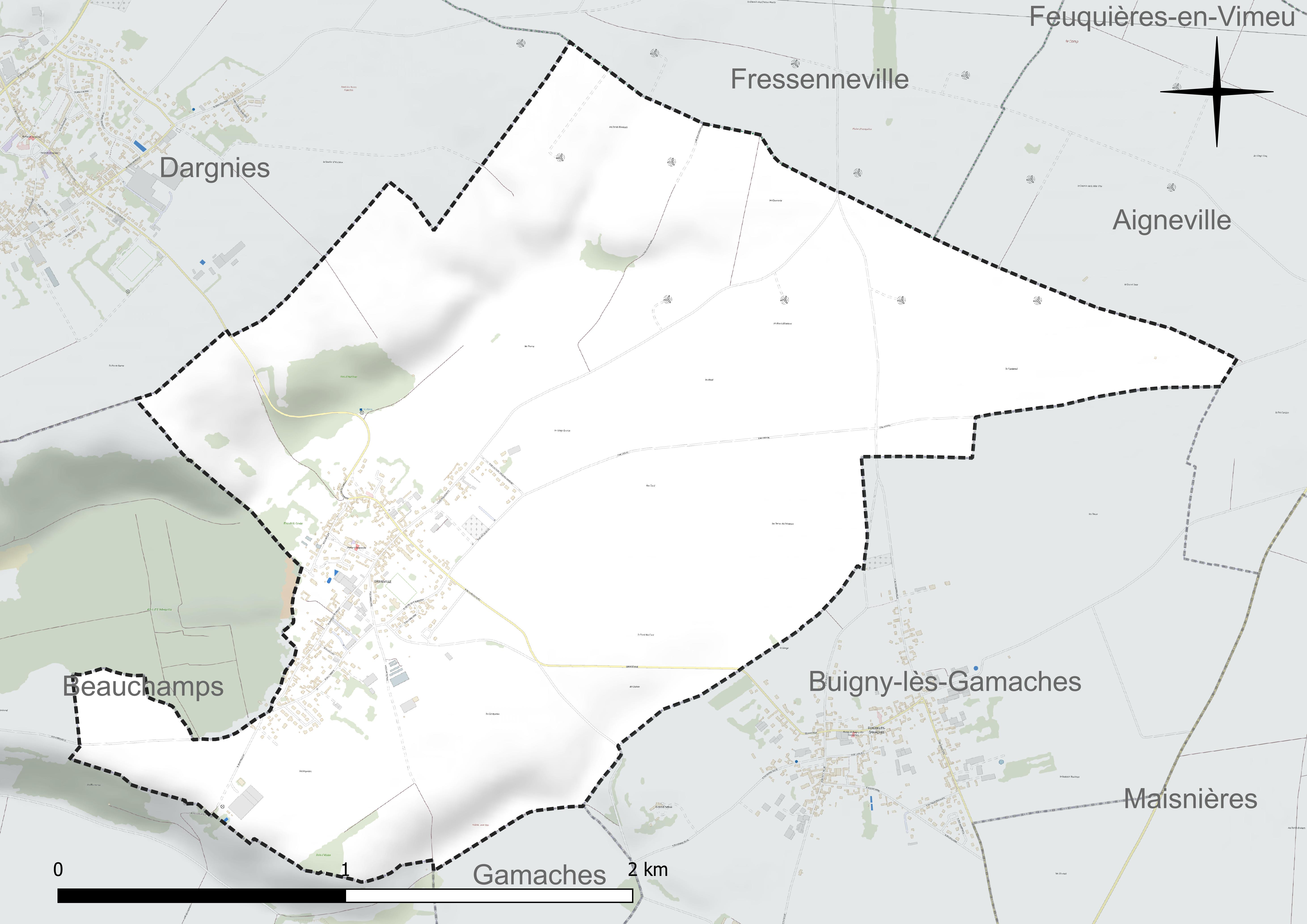
Réseau hydrographique d'Embreville.

### Climat
Pour des articles plus généraux, voir Climat des Hauts-de-France et Climat de la Somme.
En 2010, le climat de la commune est de type climat océanique franc, selon une étude du CNRS s'appuyant sur une série de données couvrant la période 1971-2000. En 2020, Météo-France publie une typologie des climats de la France métropolitaine dans laquelle la commune est exposée à un climat océanique et est dans la région climatique Côtes de la Manche orientale, caractérisée par un faible ensoleillement (1 550 h/an) ; forte humidité de l'air (plus de 20 h/jour avec humidité relative > 80 % en hiver), vents forts fréquents.
Pour la période 1971-2000, la température annuelle moyenne est de 10,2 °C, avec une amplitude thermique annuelle de 13,6 °C. Le cumul annuel moyen de précipitations est de 877 mm, avec 13,1 jours de précipitations en janvier et 8,9 jours en juillet. Pour la période 1991-2020, la température moyenne annuelle observée sur la station météorologique la plus proche, située sur la commune de Cayeux-sur-Mer à 17 km à vol d'oiseau, est de 11,4 °C et le cumul annuel moyen de précipitations est de 761,1 mm,. Pour l'avenir, les paramètres climatiques de la commune estimés pour 2050 selon différents scénarios d'émission de gaz à effet de serre sont consultables sur un site dédié publié par Météo-France en novembre 2022.

## Urbanisme

### Typologie
Au 1er janvier 2024, Embreville est catégorisée bourg rural, selon la nouvelle grille communale de densité à sept niveaux définie par l'Insee en 2022.
Elle est située hors unité urbaine. Par ailleurs la commune fait partie de l'aire d'attraction de Friville-Escarbotin, dont elle est une commune de la couronne,. Cette aire, qui regroupe 33 communes, est catégorisée dans les aires de moins de 50 000 habitants,.

### Occupation des sols
L'occupation des sols de la commune, telle qu'elle ressort de la base de données européenne d'occupation biophysique des sols Corine Land Cover (CLC), est marquée par l'importance des territoires agricoles (86,8 % en 2018), une proportion identique à celle de 1990 (86,8 %). La répartition détaillée en 2018 est la suivante : 
terres arables (86,3 %), zones urbanisées (9,9 %), forêts (3,3 %), prairies (0,4 %), zones agricoles hétérogènes (0,1 %). L'évolution de l'occupation des sols de la commune et de ses infrastructures peut être observée sur les différentes représentations cartographiques du territoire : la carte de Cassini (XVIIIe siècle), la carte d'état-major (1820-1866) et les cartes ou photos aériennes de l'IGN pour la période actuelle (1950 à aujourd'hui).

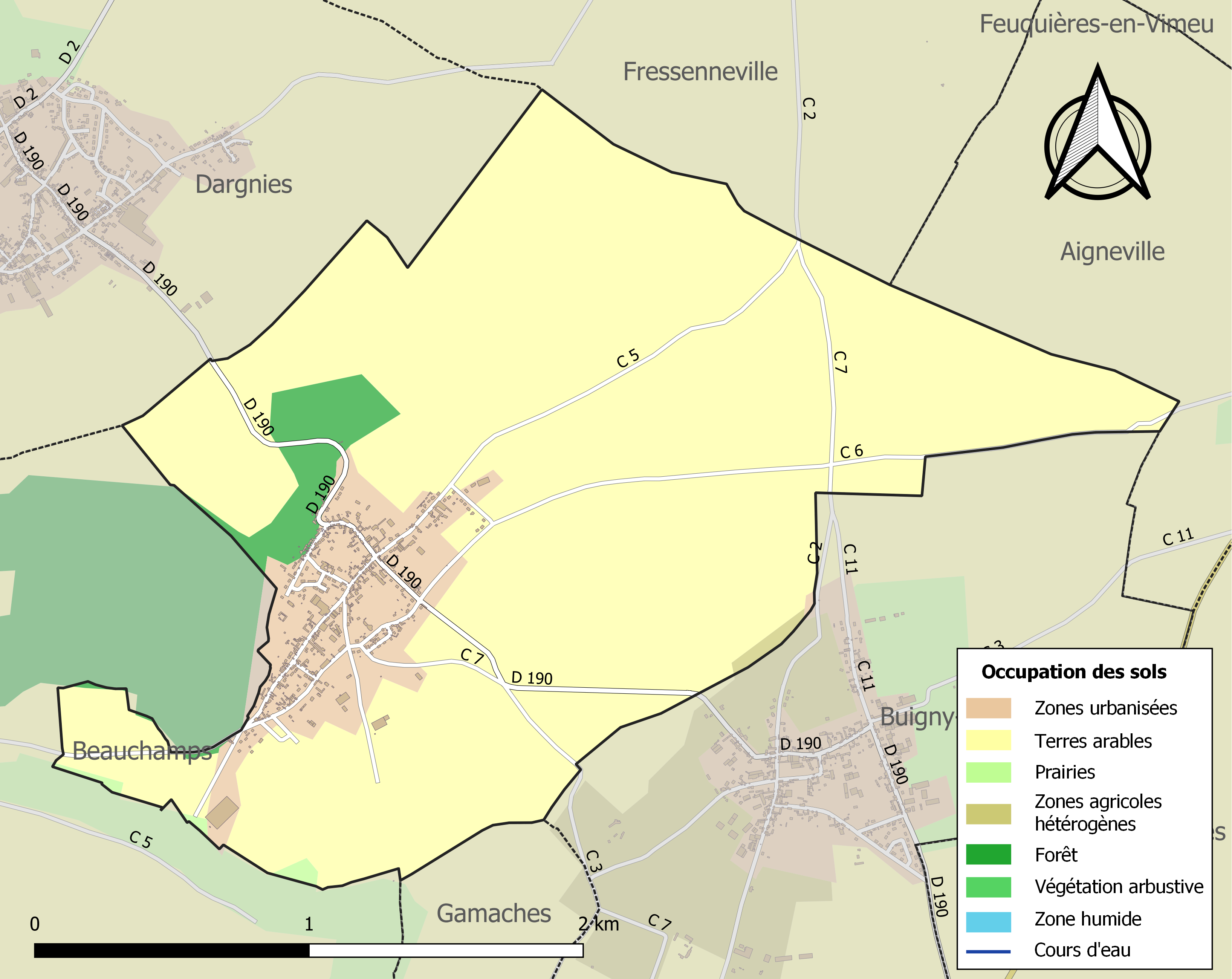
Carte des infrastructures et de l'occupation des sols de la commune en 2018 (CLC).

## Toponymie
Le nom de la localité est attesté sous les formes Hamberi villa , Embrevilla en 1191, Embrevile en 1196, Embriacum en 1229, Embrevillier en 1657, Ambreville en 1696, Embreville en 1757.

## Histoire
La rue de l'Abbaye tire son nom de l'Abbaye du Lieu-Dieu à Beauchamps, située à 3 km d'Embreville.

## Politique et administration
| Période                                  | Période                   | Identité       | Étiquette | Qualité                                                                                |
| ---------------------------------------- | ------------------------- | -------------- | --------- | -------------------------------------------------------------------------------------- |
| Les données manquantes sont à compléter. |                           |                |           |                                                                                        |
| mars 1983                                | mars 2001                 | Gilbert Dumont | PCF       |                                                                                        |
| mars 2001                                | En cours (au 26 mai 2020) | Daniel Cavé    |           | Vice-président de la CC des Villes Sœurs (2014 → 2020) Réélu pour le mandat 2020-2026, |

## Population et société

### Démographie
L'évolution du nombre d'habitants est connue à travers les recensements de la population effectués dans la commune depuis 1793. Pour les communes de moins de 10 000 habitants, une enquête de recensement portant sur toute la population est réalisée tous les cinq ans, les populations de référence des années intermédiaires étant quant à elles estimées par interpolation ou extrapolation. Pour la commune, le premier recensement exhaustif entrant dans le cadre du nouveau dispositif a été réalisé en 2007.

En 2022, la commune comptait 561 habitants, en évolution de −0,18 % par rapport à 2016 (Somme : −1,26 %, France hors Mayotte : +2,11 %).
| 1793 | 1800 | 1806 | 1821 | 1831 | 1836 | 1841 | 1846 | 1851 |
| ---- | ---- | ---- | ---- | ---- | ---- | ---- | ---- | ---- |
| 487  | 410  | 498  | 471  | 478  | 503  | 525  | 521  | 485  |

| 1856 | 1861 | 1866 | 1872 | 1876 | 1881 | 1886 | 1891 | 1896 |
| ---- | ---- | ---- | ---- | ---- | ---- | ---- | ---- | ---- |
| 468  | 449  | 486  | 504  | 516  | 535  | 543  | 511  | 478  |

| 1901 | 1906 | 1911 | 1921 | 1926 | 1931 | 1936 | 1946 | 1954 |
| ---- | ---- | ---- | ---- | ---- | ---- | ---- | ---- | ---- |
| 483  | 503  | 498  | 462  | 479  | 495  | 456  | 449  | 469  |

| 1962 | 1968 | 1975 | 1982 | 1990 | 1999 | 2006 | 2007 | 2012 |
| ---- | ---- | ---- | ---- | ---- | ---- | ---- | ---- | ---- |
| 491  | 488  | 540  | 503  | 549  | 576  | 580  | 580  | 579  |

| 2017 | 2022 | - | - | - | - | - | - | - |
| ---- | ---- | - | - | - | - | - | - | - |
| 557  | 561  | - | - | - | - | - | - | - |

### Enseignement

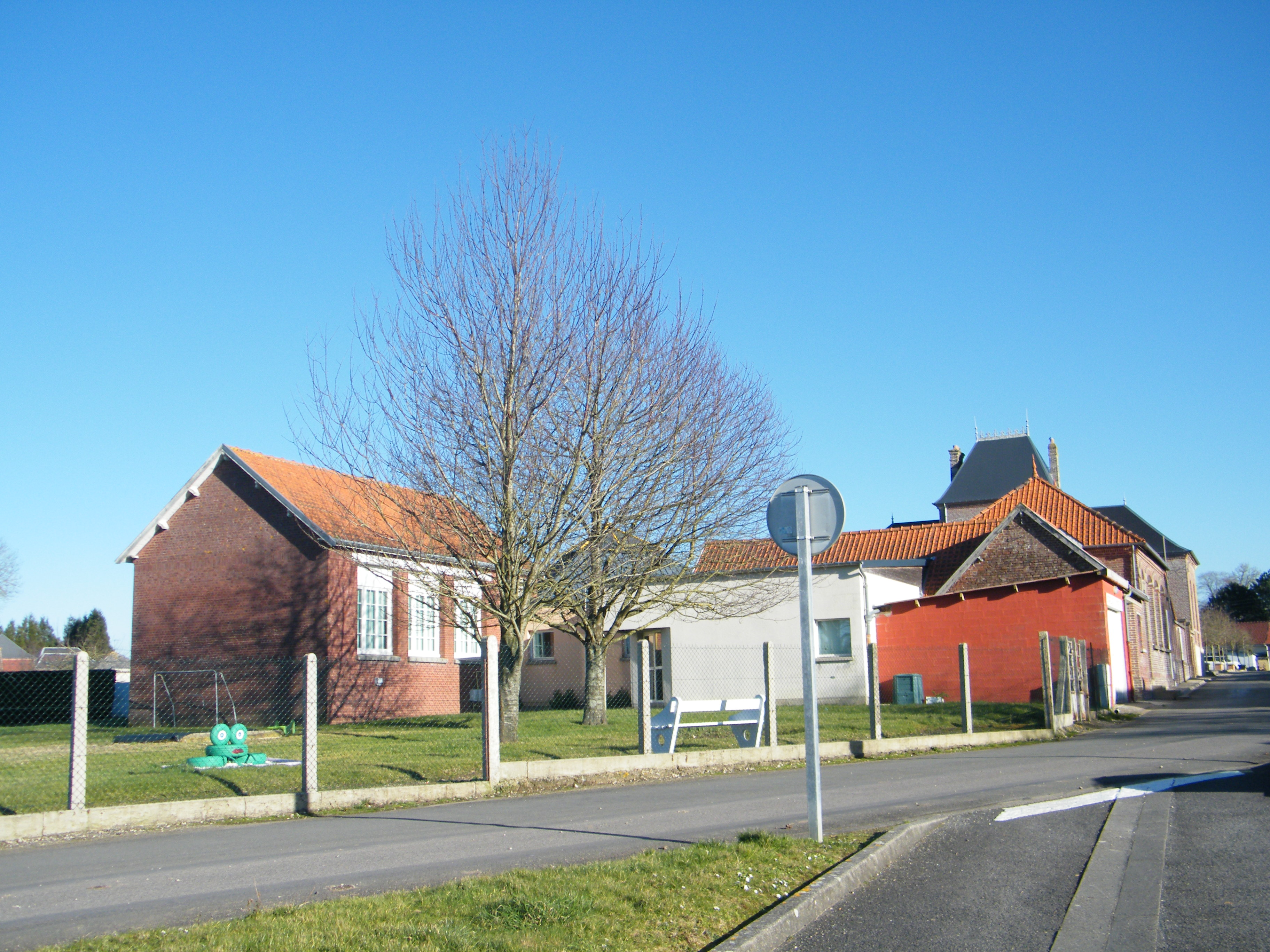
Groupe scolaire.

L'école primaire publique Raymonde Pruvot accueille 60 élèves à la rentrée scolaire 2017.
L'établissement local dispose de la garderie, la cantine et d'une bibliothèque.
La suite de la scolarité relève du collège de Gamaches.

## Culture locale et patrimoine

### Lieux et monuments
Église Notre-Dame-de-l'Assomption datée du XVIe siècle. Contreforté en brique, composé d'une unique nef, l'édifice en pierre de craie comporte des ouvertures romanes. Le confessionnal aurait été sculpté par Simon Pfaff de Pfaffenhoffen au XVIIIe siècle.

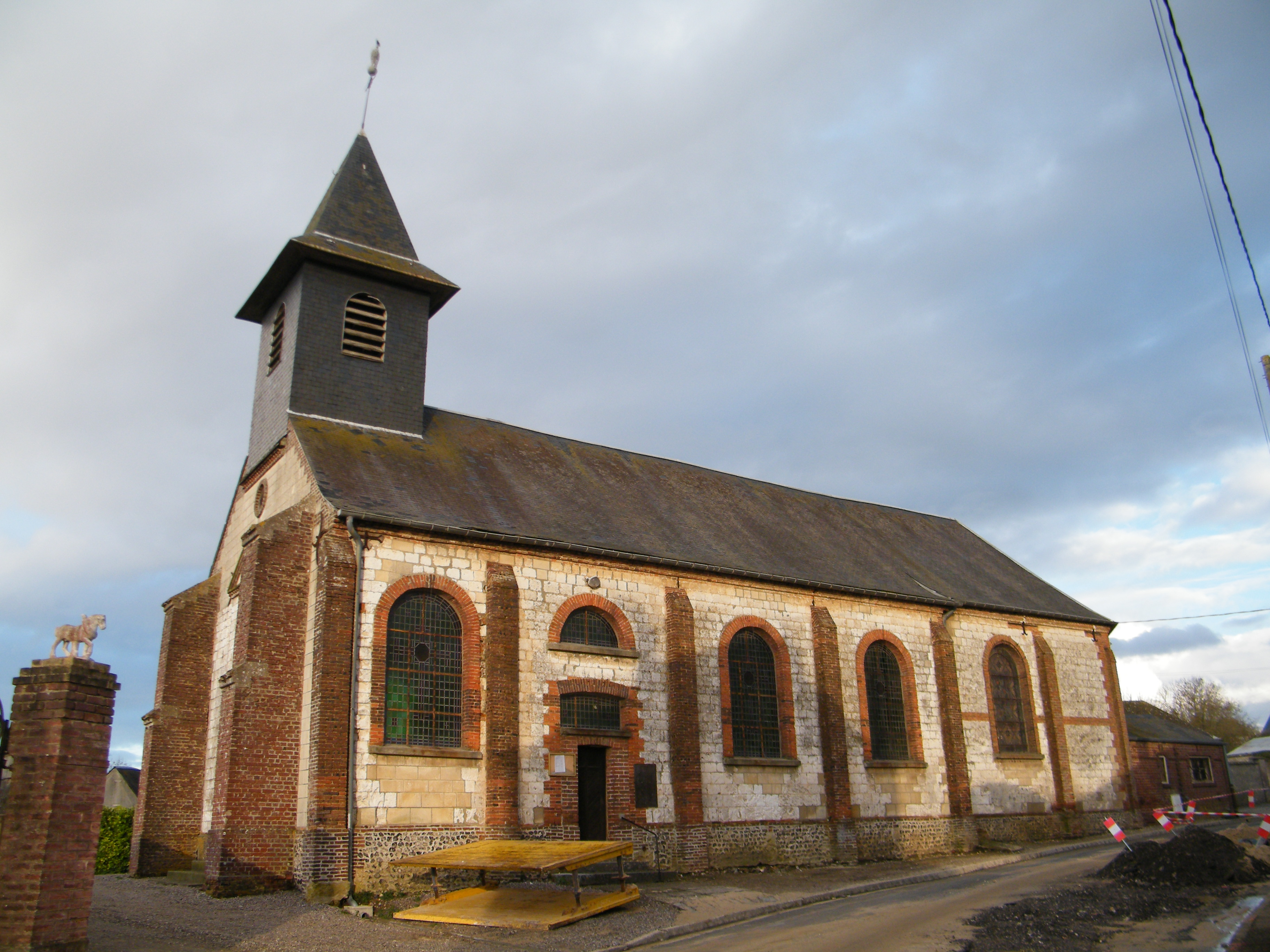
L'église.
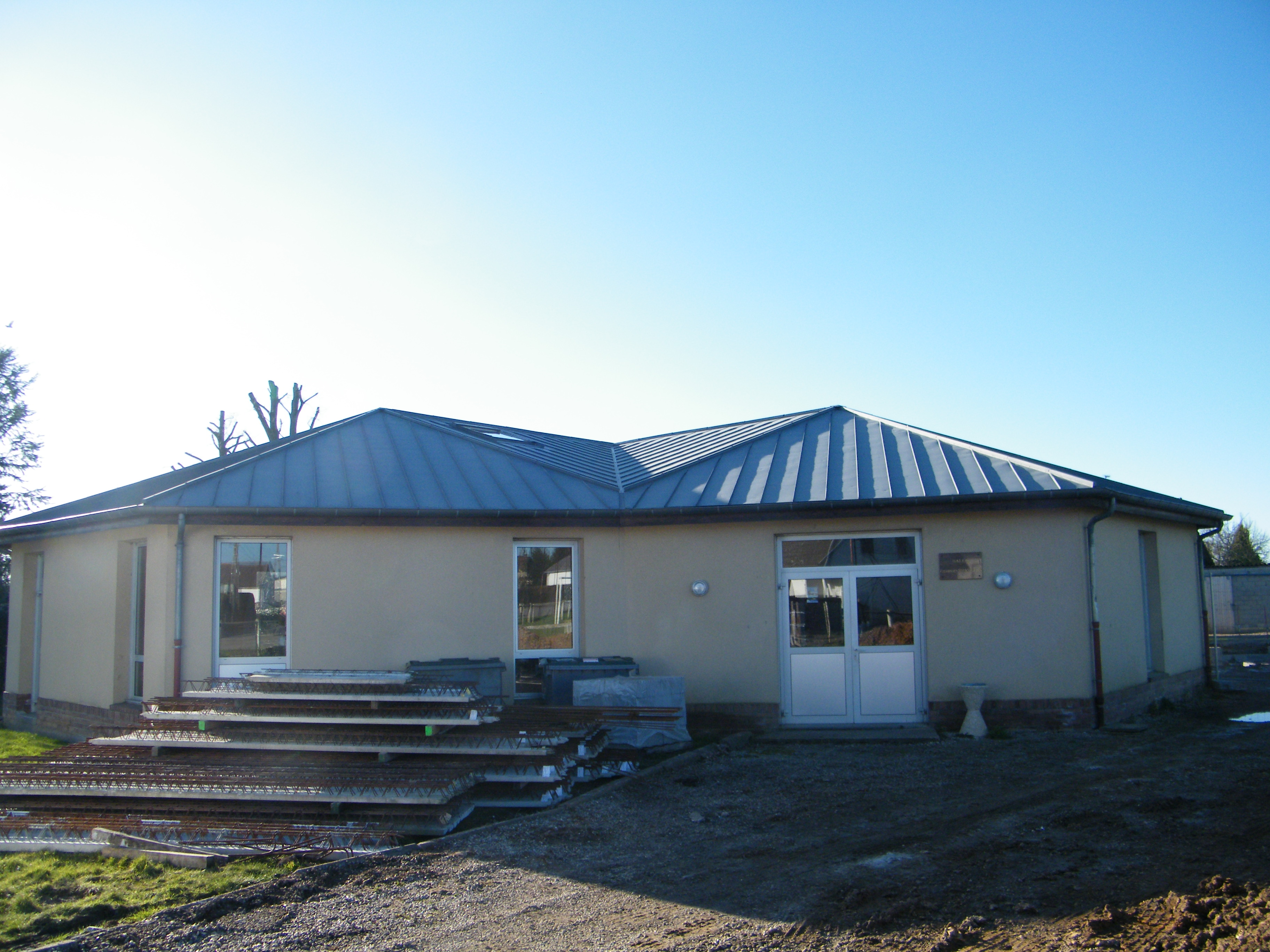
Salle communale, près du stade.
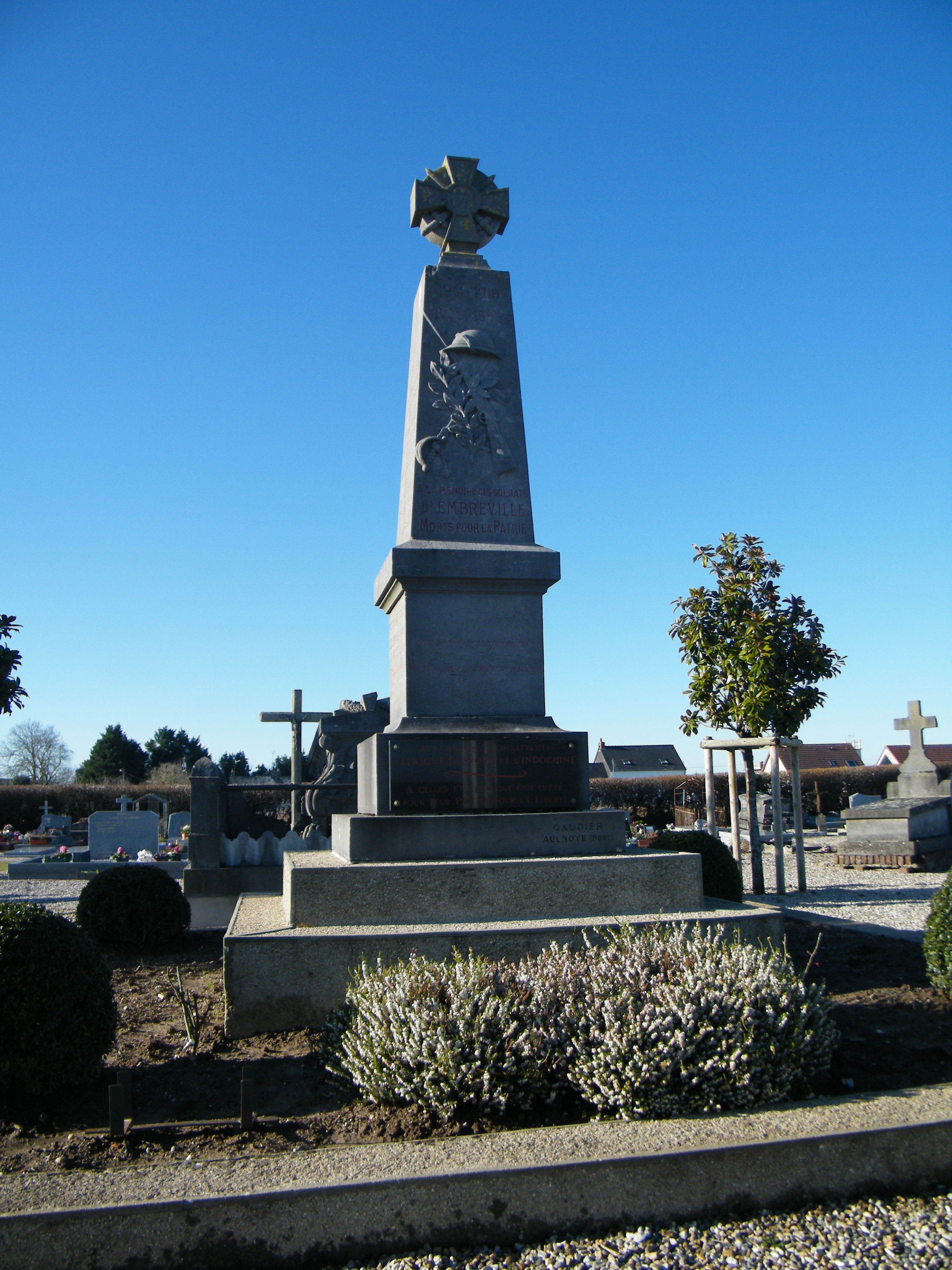
Monument aux morts.

### Personnalités liées à la commune
Frédéric Lepan (né en 1964), pilote de moto, a participé au Rallye Dakar à 9 reprises entre 2002 et 2010, terminant 20e en 2005. 
Jean-Loup Lepan (né en 1998), pilote de moto, fils de Frédéric, a participé au Rallye Dakar 2022.

### Héraldique
| Blason de Embreville | Blason  | Parti : au 1er mi-parti d'or à une croix ancrée de gueules, au 2d d'azur à trois croisettes pattées d'argent rangées en pal ; à une tête de loup arrachée d'argent, lampassée de gueules et brochant en cœur sur le tout. |
| Blason de Embreville | Détails | Au premier figurent les armes de la famille de Monchaux, qui donna les seigneurs de 1380 à 1440. Au second, les trois croix pattées et le champ d'azur, sont empruntés aux Gaillard d'Embreville, seigneurs aux XVIIe et XVIIIe siècles. Et sur le tout, la tête de loup évoque le nom du hameau de Hucqueleux, en picard « hurle loup ». Création Jacques Dulphy et Daniel Juric, adoptée le 4 juin 2021. |